# Paolo Bartolomei
Paolo Bartolomei (Lucca, 22 agosto 1989) è un calciatore italiano, centrocampista del Perugia.

## Caratteristiche tecniche
Gioca solitamente come centrocampista centrale, ma può agire anche come mediano davanti alla difesa, dotato di una buona visione di gioco, si dimostra un buon assist-man per i propri compagni, ed è anche un abile tiratore dalla lunga distanza. Si distingue anche per la forza fisica e la grinta con cui gioca.

## Carriera
Cresciuto calcisticamente nelle giovanili del Valle di Ottavo, compiendo tutta la trafila delle giovanili, si trasferisce nella stagione 2005-2006 alla Berretti del Prato. Dal 2006 al 2009 passa al Castelnuovo dove gioca qualche partita in prima squadra, giocando il primo anno in Serie C2 ma tuttavia dopo il fallimento nell'estate 2008, della società gialloblu disputa successivamente due campionati in Eccellenza Toscana. Nell'estate 2009 approda alla Massese dove milita sempre in Eccellenza Toscana disputando tre campionati, mentre nella stagione 2012-2013 gioca in Serie D disputando un ottimo campionato segnando 8 reti in 31 presenze (play-off compreso). Globalmente con la Massese raccoglie 126 presenze segnando 24 reti tra campionato e coppe varie. L'8 luglio 2013 si trasferisce al Pontedera dove firma un contratto biennale raccogliendo in due stagioni 65 presenze segnando 4 reti.
Nel giugno 2015 si trasferisce al Teramo trovando un accordo per un contratto triennale, il 9 agosto seguente debutta col Teramo disputando un incontro (l'unico) in maglia biancorossa, nella partita interna persa 2-0 contro il Cittadella valevole per il 2º turno della Coppa Italia, tuttavia poche settimane dopo il declassamento con penalità della società abruzzese a causa dell'illecito sportivo per la promozione in Serie B, viene ceduto alla Reggiana società di Lega Pro.
Il 5 agosto 2016 passa al Cittadella dove fa il suo esordio in Serie B il 27 agosto seguente, nella partita in trasferta giocata a Bari vinta dalla società granata per 2-1. La sua prima rete in serie cadetta avviene il 6 marzo 2017 nella partita in trasferta giocata a Frosinone dove sigla la rete del pareggio (1-1). Il 14 dicembre 2017 durante la partita di Coppa Italia, segna una rete su calcio di punizione nella partita persa per 4-1 in trasferta contro la Lazio.
Il 13 luglio 2018 passa a titolo definitivo allo Spezia. Il 2 febbraio 2019 realizza una doppietta decisiva nella partita vinta per 2-0 in casa contro la Cremonese. Al secondo anno è tra i protagonisti della promozione in A dello Spezia (la prima nella storia del club ligure), ottenendo il premio di aquilotto reale della stagione 2019-2020, distinguendosi anche con 11 assist consegnati.
Fa il suo esordio in Serie A a 31 anni in occasione della sfida tra Spezia-Sassuolo 1-4 del 27 settembre 2020, di cui indossa al debutto stagionale con gli aquilotti, la fascia da capitano.
L'11 gennaio 2021 si trasferisce a titolo definitivo alla Cremonese. Il primo settembre 2022 viene ufficializzato dal Perugia.

## Statistiche

### Presenze e reti nei club
Statistiche aggiornate al 28 aprile 2025.
| Stagione           | Squadra            | Campionato         | Campionato | Campionato | Coppe nazionali | Coppe nazionali | Coppe nazionali | Coppe continentali | Coppe continentali | Coppe continentali | Altre coppe | Altre coppe | Altre coppe | Totale | Totale |
| Stagione           | Squadra            | Comp               | Pres       | Reti       | Comp            | Pres            | Reti            | Comp               | Pres               | Reti               | Comp        | Pres        | Reti        | Pres   | Reti   |
| ------------------ | ------------------ | ------------------ | ---------- | ---------- | --------------- | --------------- | --------------- | ------------------ | ------------------ | ------------------ | ----------- | ----------- | ----------- | ------ | ------ |
| 2006-2007          | Castelnuovo        | C2                 | 25         | 1          | -               | -               | -               | -                  | -                  | -                  | -           | -           | -           | 25     | 1      |
| 2007-2008          | Castelnuovo        | C2                 | 30         | 14         | -               | -               | -               | -                  | -                  | -                  | -           | -           | -           | 38     | 11     |
| 2008-2009          | Castelnuovo        | E                  | 36         | 16         | -               | -               | -               | -                  | -                  | -                  | -           | -           | -           | 37     | 14     |
| Totale Castelnuovo | Totale Castelnuovo | Totale Castelnuovo | 91         | 31         |                 | -               | -               |                    | -                  | -                  |             | -           | -           | 91     | 31     |
| 2009-2010          | Massese            | E                  | 31         | 8          | -               | -               | -               | -                  | -                  | -                  | -           | -           | -           | 31     | 8      |
| 2010-2011          | Massese            | E                  | 33         | 10         | -               | -               | -               | -                  | -                  | -                  | -           | -           | -           | 33     | 10     |
| 2011-2012          | Massese            | E                  | 33         | 12         | -               | -               | -               | -                  | -                  | -                  | -           | -           | -           | 33     | 12     |
| 2012-2013          | Massese            | D                  | 30+1       | 8+0        | -               | -               | -               | -                  | -                  | -                  | -           | -           | -           | 31     | 8      |
| Totale Massese     | Totale Massese     | Totale Massese     | 128        | 38         |                 | -               | -               |                    | -                  | -                  |             | -           | -           | 128    | 38     |
| 2013-2014          | Pontedera          | 1D                 | 27+1       | 2          | CI+CI-LP        | 1+0             | 0               | -                  | -                  | -                  | -           | -           | -           | 29     | 2      |
| 2014-2015          | Pontedera          | LP                 | 34         | 2          | CI+CI-LP        | 2+5             | 0+1             | -                  | -                  | -                  | -           | -           | -           | 41     | 3      |
| Totale Pontedera   | Totale Pontedera   | Totale Pontedera   | 62         | 4          |                 | 8               | 1               |                    | -                  | -                  |             | -           | -           | 70     | 5      |
| ago. 2015          | Teramo             | LP                 | 0          | 0          | CI+CI-LP        | 1+0             | 0               | -                  | -                  | -                  | -           | -           | -           | 1      | 0      |
| set. 2015-2016     | Reggiana           | LP                 | 20         | 0          | CI+CI-LP        | 1+1             | 0               | -                  | -                  | -                  | -           | -           | -           | 22     | 0      |
| 2016-2017          | Cittadella         | B                  | 33+1       | 1          | CI              | 0               | 0               | -                  | -                  | -                  | -           | -           | -           | 34     | 1      |
| 2017-2018          | Cittadella         | B                  | 31+3       | 3+2        | CI              | 3               | 1               | -                  | -                  | -                  | -           | -           | -           | 37     | 6      |
| Totale Cittadella  | Totale Cittadella  | Totale Cittadella  | 68         | 6          |                 | 3               | 1               |                    | -                  | -                  |             | -           | -           | 71     | 7      |
| 2018-2019          | Spezia             | B                  | 32+1       | 4          | CI              | 2               | 1               | -                  | -                  | -                  | -           | -           | -           | 35     | 5      |
| 2019-2020          | Spezia             | B                  | 35+4       | 2          | CI              | 2               | 0               | -                  | -                  | -                  | -           | -           | -           | 41     | 2      |
| 2020-gen. 2021     | Spezia             | A                  | 6          | 0          | CI              | 0               | 0               | -                  | -                  | -                  | -           | -           | -           | 6      | 0      |
| Totale Spezia      | Totale Spezia      | Totale Spezia      | 78         | 6          |                 | 4               | 1               |                    | -                  | -                  |             | -           | -           | 82     | 7      |
| gen.-giu. 2021     | Cremonese          | B                  | 16         | 0          | CI              | 0               | 0               | -                  | -                  | -                  | -           | -           | -           | 16     | 0      |
| 2021-2022          | Cremonese          | B                  | 20         | 0          | CI              | 1               | 0               | -                  | -                  | -                  | -           | -           | -           | 21     | 0      |
| Totale Cremonese   | Totale Cremonese   | Totale Cremonese   | 36         | 0          |                 | 1               | 0               |                    | -                  | -                  |             | -           | -           | 37     | 0      |
| 2022-2023          | Perugia            | B                  | 32         | 0          | CI              | 0               | 0               |                    | -                  | -                  |             | -           | -           | 32     | 0      |
| 2023-2024          | Perugia            | C                  | 24+2       | 1          | CI-C            | 0               | 0               | -                  | -                  | -                  | -           | -           | -           | 26     | 1      |
| 2024-2025          | Perugia            | C                  | 25         | 0          | CI-C            | 2               | 0               | -                  | -                  | -                  | -           | -           | -           | 27     | 0      |
| Totale Perugia     | Totale Perugia     | Totale Perugia     | 81+2       | 1          |                 | 2               | 0               |                    | -                  | -                  |             | -           | -           | 85     | 1      |
| Totale carriera    | Totale carriera    | Totale carriera    | 558        | 86         |                 | 21              | 3               |                    | -                  | -                  |             | -           | -           | 579    | 89     |